# Лубенский машиностроительный завод
Лубенский машиностроительный завод (укр. Лубенський машинобудівний завод) — промышленное предприятие в городе Лубны Полтавской области.

## История

### 1915—1991 годы
История предприятия начинается в 1915 году, когда из западных губерний Российской империи в Лубны прибыло оборудование эвакуированного завода «Механика». В результате, на базе ранее существовавших полукустарных мастерских было создано новое промышленное предприятие.
После Февральской революции 1917 года хозяйственное положение завода осложнилось, в дальнейшем завод был национализирован. Во время гражданской войны завод не функционировал, но после окончания боевых действий началось восстановление предприятия.
В конце января 1920 года завод «Механик» был передан на баланс уездного совета народного хозяйства. Предприятие начало ремонт сельскохозяйственных машин.
В дальнейшем, в состав завода вошла механическая мастерская, производственные мощности были увеличены и завод получил новое наименование: Лубенский металлообрабатывающий завод «Комсомолец», специализацией предприятия являлись изготовление и ремонт сельскохозяйственного инструмента, также завод освоил ремонт промышленного оборудования.
В 1936 году завод входил в число ведущих промышленных предприятий города, общая численность рабочих и сотрудников предприятия составляла 104 человека.
В ходе индустриализации завод был реконструирован и получил новое наименование: Лубенский механический завод «Комсомолец».
В ходе боевых действий Великой Отечественной войны и немецкой оккупации города (13 сентября 1941 года — 18 апреля 1943 года) завод пострадал, но во время четвёртой пятилетки (1946—1950) был восстановлен и к началу 1953 года вновь входил в число ведущих промышленных предприятий города. В дальнейшем, механический завод был преобразован в Лубенский машиностроительный завод «Комсомолец».
В 1970 году за достижение высоких производственных показателей Лубенский завод экспериментального, технологического, элеваторного и мельничного машиностроения «Комсомолец» был награждён Почётной грамотой ЦК КПСС, Президиума Верховного Совета СССР и ВЦСПС.
В 1970-е — 1980е годы завод по-прежнему входил в число ведущих предприятий города, перечень выпускаемой продукции постепенно расширялся и кроме оборудования для транспортировки, хранения и переработки зерна и зернопродуктов здесь было освоено производство оборудования для транспортировки песка и иных сыпучих грузов (в частности, пробивных решёт из листовой конструкционной стали, производством которых занимался "ХАРЬКОВПРОДМАШ").

### После 1991 года
После провозглашения независимости Украины, в мае 1995 года Кабинет министров Украины включил завод в перечень предприятий, подлежащих приватизации в течение 1995 года, после чего завод был приватизирован и преобразован в открытое акционерное общество.
По состоянию на начало 2010 года, Лубенский машиностроительный завод «Комсомолец» входил в число ведущих предприятий города, его основной продукцией являлось оборудование для транспортировки, хранения и переработки зерна и зернопродуктов. Также завод освоил производство твердотопливных котлов для систем отопления и оборудования для изготовления топливных брикетов и гранул.
По состоянию на 22 февраля 2011 года, завод выпускал продукцию 250 наименований, общая численность работников и сотрудников предприятия составляла 350 человек.
По состоянию на начало апреля 2014 года, завод специализировался на производстве оборудования для сельского хозяйства, а также освоил производство транспортёров, твердотопливных котлов для систем отопления, дровяных печей, шестерён и иных металлоизделий. Покупателями продукции завода являлись не только сельхозпроизводители Украины, но также предприятия из России, Молдавии, Белоруссии, Казахстана и Азербайджана.